# Sonchat Ratiwatana
Sonchat Ratiwatana (Bangkok, 23 januari 1982) is een Thais tennisser. Hij heeft twee ATP-toernooien in het dubbelspel op zijn naam staan. Hij bereikte ook één finale zonder die te winnen. Hij deed al mee aan verschillende Grand Slams. Hij heeft welgeteld 46 challengers in het dubbelspel op zijn naam staan.

## Palmares dubbelspel
| Legenda                       | Legenda               |
| ----------------------------- | --------------------- |
| Grand Slam                    |                       |
| Olympische Spelen             |                       |
| tot 2009                      | vanaf 2009            |
| Tennis Masters Cup            | ATP Finals            |
| ATP Masters Series            | ATP Tour Masters 1000 |
| ATP International Series Gold | ATP Tour 500          |
| ATP International Series      | ATP Tour 250          |

| Nr.                          | Datum             | Toernooi            | Ondergrond    | Partner            | Tegenstanders in finale                   | Score                  | Details |
| ---------------------------- | ----------------- | ------------------- | ------------- | ------------------ | ----------------------------------------- | ---------------------- | ------- |
| Gewonnen finales herendubbel |                   |                     |               |                    |                                           |                        |         |
| 1.                           | 30 september 2007 | ATP Bangkok         | Hardcourt (I) | Sanchai Ratiwatana | Michaël Llodra Nicolas Mahut              | 3-6, 7-5, [10-7]       | Details |
| 2.                           | 30 september 2007 | ATP Chennai         | Hardcourt     | Sanchai Ratiwatana | Marcos Baghdatis Marc Gicquel             | 6-4, 7-5               | Details |
| Verloren finales herendubbel |                   |                     |               |                    |                                           |                        |         |
| 1.                           | 2 maart 2008      | ATP Memphis         | Hardcourt (I) | Sanchai Ratiwatana | Mahesh Bhupathi Mark Knowles              | 65-7, 2-6              | Details |
| Gewonnen challengers         |                   |                     |               |                    |                                           |                        |         |
| 1.                           | 6 oktober 2003    | Dharwad             | Hardcourt     | Sanchai Ratiwatana | Prakash Amritraj Rik De Voest             | 3-6, 6-3, 7-5          |         |
| 2.                           | 29 maart 2004     | Busan               | Hardcourt     | Sanchai Ratiwatana | Satoshi Iwabuchi Tasuku Iwami             | 65-7, 7-61, 6-4        |         |
| 3.                           | 26 juli 2004      | Belo Horizonte      | Hardcourt     | Sanchai Ratiwatana | Marcos Daniel Ivan Miranda                | 6-2, 7-5               |         |
| 4.                           | 22 november 2004  | Réunion             | Hardcourt     | Sanchai Ratiwatana | Michel Kratochvil Jiří Vaněk              | opg.                   |         |
| 5.                           | 21 februari 2005  | Cherbourg           | Hardcourt (I) | Sanchai Ratiwatana | Jean-Christophe Faurel Nicolas Renavand   | 6-3, 6-2               |         |
| 6.                           | 17 april 2006     | Chikmagalur         | Hardcourt     | Sanchai Ratiwatana | Lu Yen-Hsun Danai Udomchoke               | 6-3, 6-2               |         |
| 7.                           | 15 mei 2006       | Fargʻona            | Hardcourt     | Sanchai Ratiwatana | Alexey Kedryuk Orest Tereshchuk           | 67-7, 7-63, [14-12]    |         |
| 8.                           | 24 juli 2006      | Lexington           | Hardcourt     | Sanchai Ratiwatana | John Isner Colin Purcell                  | 7-65, 4-6, [10-6]      |         |
| 9.                           | 5 maart 2007      | Kyoto               | tapijt (I)    | Sanchai Ratiwatana | Rajeev Ram Bobby Reynolds                 | 6-4, 6-3               |         |
| 10.                          | 14 mei 2007       | San Remo            | Gravel        | Sanchai Ratiwatana | Steve Darcis Stefan Wauters               | 7-63, 6-3              |         |
| 11.                          | 11 juni 2007      | Lugano              | Gravel        | Sanchai Ratiwatana | Jean-Claude Scherrer Lovro Zovko          | 6-4, 6-4               |         |
| 12.                          | 23 juli 2007      | Granby              | Hardcourt     | Sanchai Ratiwatana | Satoshi Iwabuchi Phil Stolt               | 6-2, 7-64              |         |
| 13.                          | 12 januari 2009   | Salinas             | Hardcourt     | Sanchai Ratiwatana | Juan-Pablo Brzezicki Ivan Miranda         | 6-3, 7-64              |         |
| 14.                          | 2 februari 2009   | Wrocław             | Hardcourt (I) | Sanchai Ratiwatana | Benedikt Dorsch Sam Warburg               | 6-4, 3-6, [10-8]       |         |
| 15.                          | 23 februari 2009  | Melbourne           | Hardcourt     | Sanchai Ratiwatana | Ti Chen Danai Udomchoke                   | 7-65, 5-7, [10-7]      |         |
| 16.                          | 13 april 2009     | Mexico-Stad         | Hardcourt     | Sanchai Ratiwatana | Víctor Estrella Burgos João Souza         | 6-3, 6-3               |         |
| 17.                          | 11 mei 2009       | Busan               | Hardcourt     | Sanchai Ratiwatana | Tasuku Iwami Toshihide Matsui             | 6-4, 6-2               |         |
| 18.                          | 25 januari 2010   | Heilbronn           | Hardcourt (I) | Sanchai Ratiwatana | Mario Ančić Lovro Zovko                   | 6-4, 7-5               |         |
| 19.                          | 25 januari 2010   | Bangkok             | Hardcourt     | Sanchai Ratiwatana | Frederik Nielsen Yuichi Sugita            | 6-3, 7-5               |         |
| 20.                          | 1 augustus 2011   | Peking              | Hardcourt     | Sanchai Ratiwatana | Harri Heliovaara Michael Ryderstedt       | 64-7, 6-3, [10-3]      |         |
| 21.                          | 5 september 2011  | Shanghai            | Hardcourt     | Sanchai Ratiwatana | Fritz Wolmarans Michael Yani              | 7-64, 6-3              |         |
| 22.                          | 17 oktober 2011   | Seoel               | Hardcourt     | Sanchai Ratiwatana | Purav Raja Divij Sharan                   | 6-4, 7-63              |         |
| 23.                          | 2 januari 2012    | Nouméa              | Hardcourt     | Sanchai Ratiwatana | Axel Michon Guillaume Rufin               | 6-0, 6-4               |         |
| 24.                          | 30 januari 2012   | Kazan               | Hardcourt (I) | Sanchai Ratiwatana | Alexander Bury Mateusz Kowalczyk          | 6-3, 6-1               |         |
| 25.                          | 5 maart 2012      | Kyoto               | Tapijt (I)    | Sanchai Ratiwatana | Hsieh Cheng-peng Hsin-Han Lee             | 7-67, 6-3              |         |
| 26.                          | 16 juli 2012      | An-Ning             | Gravel        | Sanchai Ratiwatana | Ruan Roelofse Kittipong Wachiramanowong   | 4-6, 7-61, [13-11]     |         |
| 27.                          | 23 juli 2012      | Wuhan               | Hardcourt     | Sanchai Ratiwatana | Adam Feeney Samuel Groth                  | 6-4, 2-6, [10-8]       |         |
| 28.                          | 30 juli 2012      | Peking              | Hardcourt     | Sanchai Ratiwatana | Yuki Bhambri Divij Sharan                 | 7-63, 2-6, [10-6]      |         |
| 29.                          | 3 september 2012  | Shanghai            | Hardcourt     | Sanchai Ratiwatana | Yuki Bhambri Divij Sharan                 | 6-4, 6-4               |         |
| 30.                          | 3 september 2012  | Ningbo              | Hardcourt     | Sanchai Ratiwatana | Yuki Bhambri Divij Sharan                 | 6-4, 6-2               |         |
| 31.                          | 25 februari 2013  | Cherbourg-Octeville | Hardcourt (I) | Sanchai Ratiwatana | Philipp Marx Florin Mergea                | 7-5, 6-4               |         |
| 32.                          | 10 juni 2013      | Nottingham          | Gras          | Sanchai Ratiwatana | Purav Raja Divij Sharan                   | 7-6(5), 6-7(3), [10-8] |         |
| 33.                          | 8 september 2013  | Shanghai            | Hardcourt     | Sanchai Ratiwatana | Hsin-han Lee Hsien-yin Peng               | 6-3, 6-4               |         |
| 34.                          | 2 maart 2014      | Guangzhou           | Hardcourt     | Sanchai Ratiwatana | Hsin-han Lee Amir Weintraub               | 6-2, 6-4               |         |
| 35.                          | 18 mei 2014       | Busan               | Hardcourt     | Sanchai Ratiwatana | Jamie Delgado John-Patrick Smith          | 6-4, 6-4               |         |
| 36.                          | 10 mei 2015       | Busan               | Hardcourt     | Sanchai Ratiwatana | Ji-sung Nam Min-kyu Song                  | 7-6(2), 3-6, [10-7]    |         |
| 37.                          | 15 november 2015  | Kobe                | Hardcourt (i) | Sanchai Ratiwatana | Ti Chen Franko Skugor                     | 6-4, 2-6, [11-9]       |         |
| 38.                          | 22 november 2015  | Yokohama            | Hardcourt     | Sanchai Ratiwatana | Riccardo Ghedin Chu-Huan Yi               | 6-4, 6-4               |         |
| 39.                          | 17 april 2016     | Gwangju             | Hardcourt     | Sanchai Ratiwatana | Frederik Nielsen David O'Hare             | 6-3, 6-2               |         |
| 40.                          | 19 september 2016 | Kaohsiung           | Hardcourt     | Sanchai Ratiwatana | Hsieh Cheng-peng Chu-Huan Yi              | 6-4, 7-64              |         |
| 41.                          | 10 oktober 2016   | Ho Chi Minhstad     | Hardcourt     | Sanchai Ratiwatana | Jeevan Nedunchezhiyan Ramkumar Ramanathan | 7-5, 6-4               |         |
| 42.                          | 9 januari 2017    | Bangkok             | Hardcourt     | Sanchai Ratiwatana | Sadio Doumbia Fabien Reboul               | 7-64, 7-5              |         |
| 43.                          | 20 februari 2017  | Kyoto               | Hardcourt (I) | Sanchai Ratiwatana | Ruben Bemelmans Joris De Loore            | 4-6, 6-4, [10-7]       |         |
| 44.                          | 13 maart 2017     | Shenzhen            | Hardcourt     | Sanchai Ratiwatana | Hsieh Cheng-peng Christopher Rungkat      | 6-2, 65-7, [10-6]      |         |
| 45.                          | 2 oktober 2017    | Kaohsiung           | Hardcourt (I) | Sanchai Ratiwatana | Jonathan Erlich Alexander Peya            | 6-4, 1-6, [10-6]       |         |
| 46.                          | 20 november 2017  | Hua Hin             | Hardcourt     | Sanchai Ratiwatana | Austin Krajicek Jackson Withrow           | 6-4, 5-7, [10-5]       |         |

## Prestatietabel (Grand Slam) dubbelspel
| Legenda | Legenda                          |
| ------- | -------------------------------- |
| g.t.    | geen toernooi gehouden           |
| l.c.    | lagere categorie                 |
| –       | niet deelgenomen                 |
| G       | uitgeschakeld in de groepsfase   |
| 1R      | uitgeschakeld in de eerste ronde |
| 2R      | uitgeschakeld in de tweede ronde |
| 3R      | uitgeschakeld in de derde ronde  |
| 4R      | uitgeschakeld in de vierde ronde |
| KF      | uitgeschakeld in de kwartfinale  |
| HF      | uitgeschakeld in de halve finale |
| F       | de finale verloren               |
| W       | het toernooi gewonnen            |
| w-v     | winst/verlies-balans             |

| Grandslamtoernooien   |      |      |     |               |               |               |     |      |     |      |        |
| Australian Open       | –    | –    | 1R  | –             | –             | 1R            | –   | 1R   | –   | 1R   | 0-4    |
| Roland Garros         | –    | –    | 1R  | –             | –             | –             | –   | 1R   | –   | –    | 0-2    |
| Wimbledon             | 2R   | 1R   | 1R  | 2R            | 3R            | 1R            | 2R  | 2R   | 1R  | –    | 6-9    |
| US Open               | –    | –    | 1R  | –             | –             | –             | 1R  | –    | –   | –    | 0-2    |
| Winst-verlies         | 1-1  | 0–1  | 0–4 | 1-1           | 2-1           | 0–2           | 1-2 | 1-3  | 0–1 | 0–1  | 6-17   |
| ATP World Tour Finals |      |      |     |               |               |               |     |      |     |      |        |
| ATP World Tour Finals | –    | –    | –   | –             | –             | –             | –   | –    | –   | –    | 0-0    |
| Olympische Spelen     |      |      |     |               |               |               |     |      |     |      |        |
| Olympische Spelen     | g.t. | g.t. | –   | geen toernooi | geen toernooi | geen toernooi | –   | g.t. | –   | g.t. | 0-0    |
| Statistieken          |      |      |     |               |               |               |     |      |     |      |        |
| Totaal aantal titels  | 0    | 1    | 1   | 0             | 0             | 0             | 0   | 0    | 0   | 0    | 2      |
| Eindejaarsranking     | 115  | 71   | 99  | 86            | 83            | 114           | 66  | 103  | 108 | 153  | n.v.t. |